# Siguldas bobslæde- og kælkebane
Siguldas bobslæde- og kælkebane (lettisk: Siguldas bobsleja un kamaniņu trase), som ligger i Sigulda, er nok den bedst kendte bane for bobslæde, kælk og skeleton i Letland. Banens manager er Dainis Dukurs, tidligere bobslæde brakeman og far til skeletonracerne Martins og Tomass Dukurs
Slædeløb fandt sted i Sigulda så tidligt som 1887. I slutningen af 1960'erne godkendte Siguldas bystyre opførelsen af en egentlig bane, som stod færdig i 1986.